# Лопатін Олексій Костянтинович
Олексій Костянтинович Лопатін (3 грудня 1939 року) — український учений у галузі обчислювальної математики. Доктор фізико-математичних наук, професор. Академік АН ВШ України з 2010 р.

## Життєпис
Народився 1939 р.  Батько танкіст радянської армії. У 1941 році батька перевели на західну границю УРСР. З початку війни, разом із матір'ю, переїжджає в Московську область, де перебував весь воєнний час. Шкільний час провів у Бердичеві. 1962 р. закінчив з відзнакою Київський політехнічний інститут за спеціальністю "інженер-механік турбобудування ". У 1965 р. закінчив Київський державний університет ім. Т. Г. Шевченка за спеціальністю «математика». Кандидат фізико-математичних наук з 1968 р. Вчене звання «старший науковий співробітник» за спеціальністю «Диференційні рівняння і математична фізика» було присвоєно 1986 р. рішенням президента Академії наук СРСР. Доктор фізико-математичних наук з 1989 р. Дисертацію захистив у спеціалізованій раді Інституту математики АН УРСР.
З 1963 по 1990 р. — викладач кафедри математики Київського політехнічного інституту, Державного університету ім. Т. Г. Шевченка. З 1996 по 1997 р. — професор кафедри математики Державного університету інформаційних технологій. З 1997 по 2001 р. — професор кафедри математики Національної академії управління. З 2001 р. — завідувач кафедри інформаційних технологій та математики Національної академії управління. 3 2007 р. — декан факультету комп'ютерних наук Національної академії управління. З 2005 р. - професор Інституту системного прикладного аналізу (НТУУ «Київський політехнічний інститут») за сумісництвом.

## Наукова діяльність
Читає навчальні курси: «Математичне програмування», «Теорія ймовірності та математична статистика», «Економетрія», «Економічна динаміка», «Фінансова математика», «Економіка підприємства в умовах ризиків та невизначеності», «Невизначені математичні моделі в прийняті рішень», «Системний аналіз світової економіки», «Системний аналіз фінансових ринків».
Автор 102 робіт (з них — 87 наукового характеру, в тому числі дві монографії; 15 навчально-методичного характеру, в тому числі 3 підручники). Підготував 2 кандидатів фізико-математичних наук.
Член редколегії наукового економічного журналу «Актуальні проблеми економіки».

## Нагороди
Лауреат державної премії України в галузі науки і техніки (1996). Премія присуджена за цикл праць «Нові математичні методи в нелінійному аналізі». Нагороджений знаком «Відмінник освіти України» (2002).

## Публікації
- Лопатін О. К. Alert - технології, що ґрунтуються на теорії динамічних систем в економічних задачах [Архівовано 12 січня 2018 у Wayback Machine.] / О. К. Лопатін // Системні дослідження та інформаційні технології : науково-технічний журнал. – 2011. – № 1. – С. 50–56.  – Бібліогр.: 6 назв.